# I'm Still Here (film fra 2010)
I'm Still Here er en amerikansk mockumentary fra 2010 instrueret af Casey Affleck, og skrevet af Affleck og Joaquin Phoenix. Filmen foregiver at følge Phoenixs liv, fra sin meddelelse om hans pensionering fra skuespillet, gennem sin overgang til en karriere som en hip-hop-kunstner. Optagelserne begyndte officielt den 16. januar, 2009 på natklub i Las Vegas. I hele filmeperioden, forblev Phoenix i rollen til offentlige optrædener, hvilket gav mange det indtryk, at han reelt forfulgte en ny karriere.